# Thượng Thiện đường
Thượng Thiện đường hay Thượng Thiện sở (尚膳所) là nơi phục vụ ăn uống cho hoàng gia triều Nguyễn nằm trong Tử Cấm thành, xây dựng năm 1826.

## Lịch sử
Bếp ăn cho vua Gia Long ban đầu được gọi là Thuyền Nội Trù, đến năm 1808 đổi tên là đội Tư Thiện.
Đầu thời Minh Mạng, đổi thành đội Thượng Thiện. Trụ sở của đội này gọi là Thượng Thiện Sở.  Công trình được dựng vào năm 1826, với quy mô ban đầu gồm một tòa 7 gian, bên tả có dãy nhà dài 2 gian liền nhau. Thượng Thiện Sở nằm về phía đông bắc của nhà hát Duyệt Thị Đường và thông qua công trình này bằng một cửa nhỏ, gọi là Thượng Thiện Sở Môn.

## Tổ chức
Biên chế của đội Thượng Thiện là 50 người, chuyên lo việc nấu ăn hàng ngày cho vua. Họ thuộc ngạch Cấm binh, nghĩa là biên chế của Bộ Binh. Đội quân lo việc nấu nướng này do một Đội trưởng đứng đầu.
Vào năm 1833, triều đình quy định chức năng và trách nhiệm của Đội Thượng Thiện như sau: "Phàm hàng ngày tiến các thứ ngọc thực, mỹ vị, đều chuẩn theo đúng cách thức nấu món ăn mà làm ... Phàm thứ gạo quý nào dành cho vua phải kính cẩn kiểm tra cho đủ. Đến như  nước lã dùng hàng ngày cung tiến vào trong cung Ngự, do chức chuyên tư việc ấy cung nạp, phải kính cẩn coi xét, lọc gạn trong sạch cho đúng phép. Về phần hộ kiếm cá [tức là Ngư hộ], hàng ngày tiến cá tươi; hộ kiếm củi, hàng ngày cung củi đóm; đều chiếu số đăng ký cho đủ dâng dùng. Phàm khi nấu món ăn, cốt phải mười phần tinh sạch. Còn vật liệu đáng dùng và số tiền chi tiêu, thì chiếu lĩnh ở nha môn coi giữ việc ấy. Đến như sở Thượng Thiện có đủ lệ cấm giới; những nhân viên không có bổn phận thì không được ra, vào; cùng những vật nhất thiết cấm kỵ, không được vi phạm chút nào"